# Jean Jeener
Jean (Louis, Charles) Jeener, né le 31 juillet 1931 à Bruxelles et mort le 10 juin 2023, est un chimiste et physicien belge, connu pour ses contributions théoriques et expérimentales à la thermodynamique des spins dans les solides, ainsi que pour son invention de la spectroscopie à deux dimensions en Résonance magnétique nucléaire. Il est né à Bruxelles en 1931, fils du biologiste moléculaire Raymond Jeener et de Hélène Massart. Il était marié à Françoise Henin.

## Jeunes années
Jean Jeener grandit à Bruxelles. Il suit les cours à l'Athénée royal d'Etterbeek (Belgique) de 1943 à 1949. Durant la période 1947-1951 il construit des équipements électroniques pour le laboratoire de son père.

## Carrière
Jean Jeener fait ses études universitaires à l'Université libre de Bruxelles (ULB). Il est licencié en sciences chimiques en 1953 et en sciences physiques en 1954. Il défend une thèse de doctorat en 1958 sous la direction d'Ilya Prigogine. Il passe ensuite deux ans à l'Université Harvard dans le groupe de Nicolaas Bloembergen où il fait des contributions importantes à la 
résonance magnétique nucléaire (RMN) qui devient son sujet de recherche principal. En 1960 il revient à l'ULB comme professeur de physique.
À l'ULB, Jean Jeener réalise des travaux théoriques et expérimentaux sur de nombreux aspects de la RMN, et en particulier la thermodynamique des spins et la dynamique des spins dans les solides. Il introduit la séquence “Jeener-Broekaert” qui permet de créer des quantités observables d'ordre dipolaire dans les solides.
Jean Jeener est le plus connu pour l'introduction de la spectroscopie à deux dimensions en Résonance magnétique nucléaire (voir l'article RMN multidimensionnelle). À un exposé en septembre 1971 à l'école d'été AMPERE à Basko Polje en Yougoslavie  il propose une technique nouvelle, plus tard connue sous le nom de Correlation Spectroscopy (COSY) dans laquelle la réponse des spins nucléaires à deux impulsions radio fréquence est traitée par une double Transformée de Fourier par rapport au délai après la première et la deuxième impulsion. Cette technique donne des informations détaillées, inaccessibles avec les techniques précédentes, sur les liens moléculaires entre atomes. La première démonstration expérimentale de cette technique a été réalisée par Richard R. Ernst (prix Nobel 1991).  
Quelques années plus tard, J. Jeener introduit une variante de la RMN à deux dimensions, connue sous le nom de Nuclear Overhauser Effect Spectroscopy (NOESY) qui donne une information détaillée sur la matrice de relaxation spin-réseau, ainsi que sur les relations spatiales entre atomes dans des molécules de grande taille.  
La spectroscopie RMN à 2 dimensions (voire l'article RMN multidimensionnelle) donne tellement plus d'informations sur l'environnement chimique et physique des spins qu'elle est depuis utilisée dans presque tous les domaines de la RMN. Parmi d'autres applications, elle permet une reconstruction détaillée de la structure tri-dimensionnelle de molécules biologiques complexes.
J. Jeener a pris sa retraite en 1996. Il continue à travailler activement sur les aspects théoriques de la RMN, y compris comment développer une théorie qui traite de manière quantique tant les spins que le champ électromagnétique auquel ils sont couplés.

## Distinctions et récompenses
Jean Jeener est récipiendaire de plusieurs distinctions, y compris le Prix Quinquennal du Fonds national de la recherche scientifique (Prix Dr. A. De Leeuw-Damry-Bourlart), le Prix Ampère, le prix ISMAR, le prix Russell Varian, 
le Prix Otto Stern . Il est docteur honoris causa de École polytechnique fédérale de Zurich. Le Jean Jeener NMR Centre, inauguré en 2010 à la Vrije Universiteit Brussel porte son nom.

## Publications
- (en) J. Jeener and P. Broekaert, « Nuclear Magnetic Resonance in Solids : Thermodynamic Effects of a Pair of rf Pulses », Phys. Rev., vol. 157,‎ 1967, p. 232-240 (DOI 10.1103/PhysRev.157.232)
- (en) J. Jeener, B.H. Meier, P. Bachmann and R.R. Ernst, « Investigation of exchange processes by two-dimensional NMR Spectroscopy. », J. Chem. Phys, vol. 71,‎ 1979, p. 4546-4553 (DOI 10.1063/1.438208)
- (en) J. Jeener, A. Vlassenbroek and P. Broekaert, « Unified Derivation of the Dipolar Field and Relaxation Terms in the Bloch-Redfield Equations of Liquid NMR », J. Chem.Phys, vol. 103,‎ 1995, p. 1309-1332 (DOI 10.1063/1.469808)